# Лу Ін
Лу Ін  (кит.: 陆 滢, 22 січня 1989) — китайська плавчиня, олімпійська медалістка.

## Виступи на Олімпіадах
| Олімпіада   | Дисципліна                        | Місце |
| ----------- | --------------------------------- | ----- |
| Лондон 2012 | плавання на 100 метрів, батерфляй | 2     |
| Лондон 2012 | комплексна естафета 4 × 100       | 5     |